# Training (Sport)

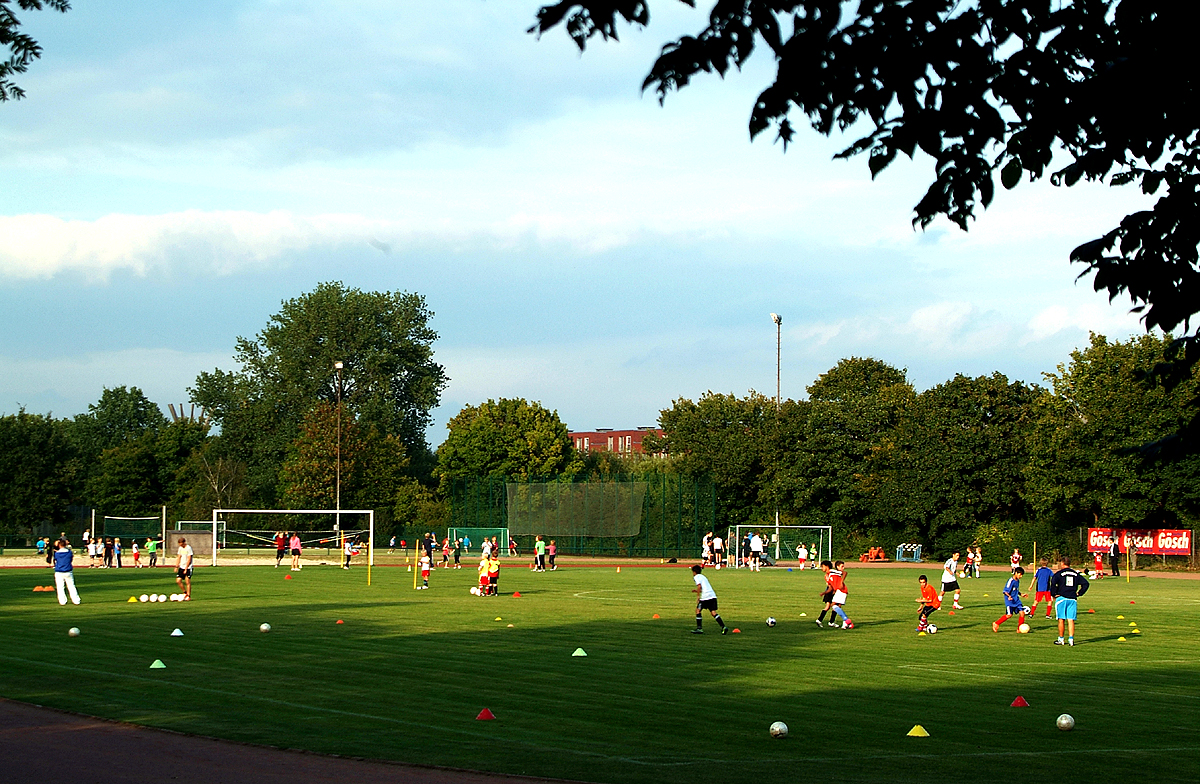
Fußball-Training

Training ist im Bereich Sport regelmäßige körperliche Bewegung (Belastung) zum Zwecke der Leistungssteigerung bzw. zur Erhaltung der sportlichen Leistungsfähigkeit auf der Basis von Wachstumsprozessen. Das Training im Leistungssport unterscheidet sich wesentlich vom Training im Breitensport.

## Leistungssport und Breitensport
Im Leistungssport ist das Training auf die Sportart abgestimmt und wird individuell auf den Sportler zugeschnitten. Es handelt sich um eine komplexe und planmäßige Einwirkung auf den Leistungszustand, meist unter Anleitung und Kontrolle von Trainern und mit dem Ziel, in Bewährungssituationen die bestmögliche Leistung präsentieren zu können. Wesentliche Bestandteile des Trainings im Leistungssport sind verschiedene Arten des Konditionstrainings und das sportartspezifische Techniktraining zur Verbesserung der muskulären Koordination.
Im Leistungssport ist das Training ein komplexer Handlungsprozess, weil verschiedene leistungsrelevante Merkmale des Sportlers mit langfristiger Planung systematisch zu beeinflussen sind. Trainingsinhalte, Trainingsmethoden, der Trainingsaufbau und die Trainingsorganisation sind über einen längeren Zeitraum hinweg zu planen. Dazu gehören beispielsweise die Festlegung von Teilzielen, differenzierte Leistungskontrollen und der Abgleich trainingswissenschaftlicher Erkenntnisse mit den jeweiligen Ergebnissen des Trainings. Je nach Trainingsziel soll durch Training der Leistungszustand des Sportlers erhöht oder erhalten werden oder auch (beim Abtrainieren) reduziert werden.
Im Breitensport steht die Verbesserung oder die Erhaltung der allgemeinen körperlichen Leistungsfähigkeit (Fitness) im Vordergrund. Sportliches Training ist in diesem Bereich meist mit Fitnesstraining gleichzusetzen. Im Breitensport geht es überwiegend um das Vermeiden von Bewegungsmangel, das Vorbeugen von Gesundheitsschäden und die Freude an der körperlichen Betätigung, gegebenenfalls auch um die sozialen Kontakte beim Training in Gruppen.
Zwischen den beiden Bereichen gibt es unscharfe Grenzen. Auch im Breitensport werden verschiedene Sportarten mit sportartspezifischem Training betrieben. Ambitionierte Hobbysportler arbeiten ähnlich wie Spitzensportler mit ausgefeilten Trainingsplänen und versuchen ihre Leistung systematisch zu optimieren, manche nehmen auch an Wettkämpfen teil.

## Trainingsarten (Auswahl)

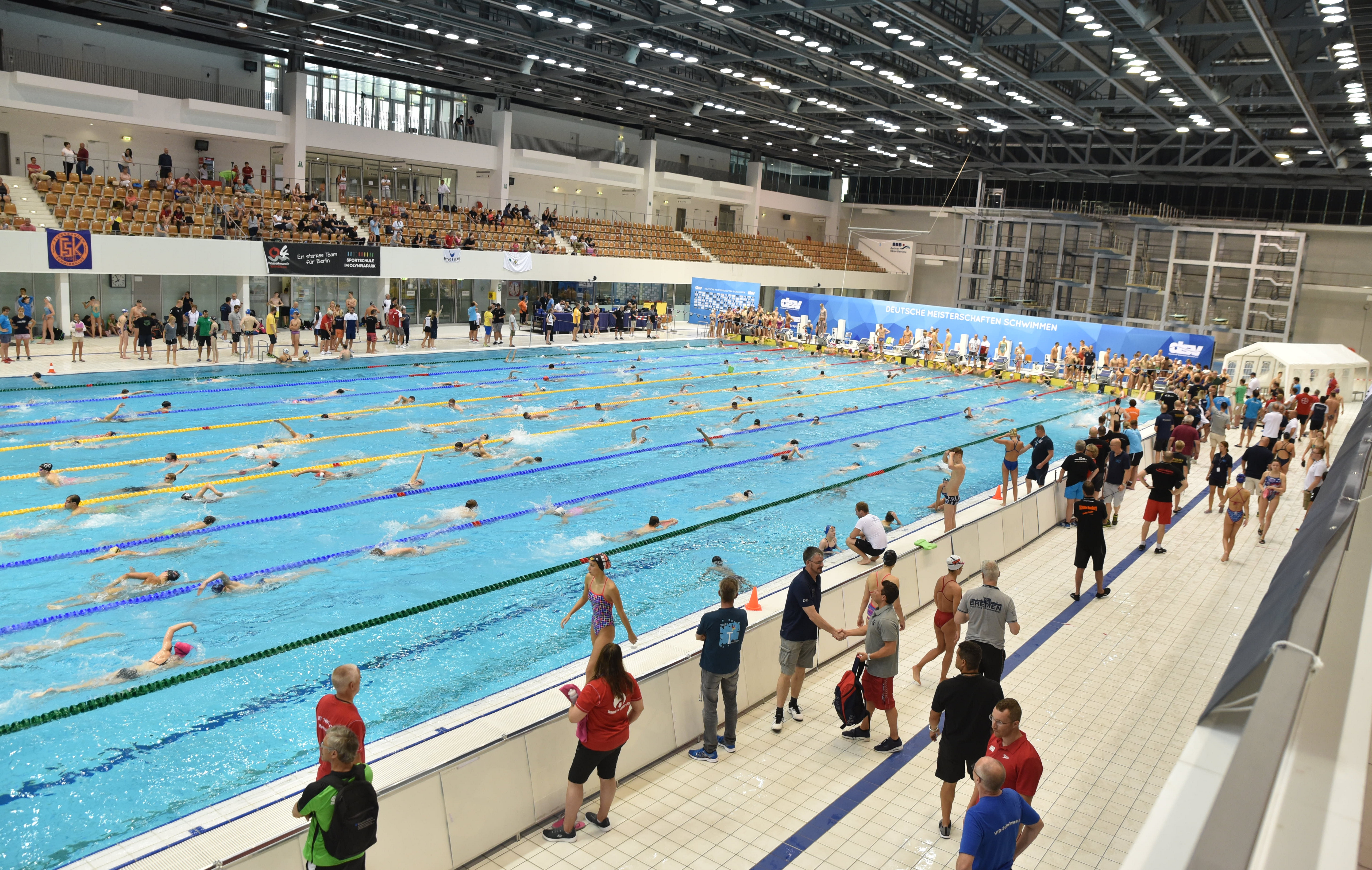
Schwimmtraining

- Allgemeine Athletik – beispielsweise in Ausdauersportarten zur Verbesserung der allgemeinen Beweglichkeit und des Haltungsapparates
- Ausdauertraining – dient der Fähigkeit, Leistungsfähigkeit auf einem hohen Niveau über längere Zeit aufrechtzuerhalten durch Ökonomisierung des Stoffwechsels, Verbesserung der Verstoffwechselung und des Herz-Kreislaufsystems. Varianten:
  - Grundlagenausdauer-Training
  - Kraftausdauer-Training
  - Schnelligkeitsausdauer-Training
- Intervalltraining
- Training der intramuskulären Koordination
- Hypertrophietraining – erhöht die Dicke der Muskelfasern und kommt beim Bodybuilding zum Einsatz.
- Krafttraining – stärkt die Muskelkraft, meist mit Gewichten und Kraft-Maschinen
- Schnellkrafttraining
- Beweglichkeitstraining
- Differenzielles Training – dabei werden motorische Fehler ausgeglichen
- Intermittierendes Training – Kombination von Ausdauer- und Schnellkrafttraining
- High Intensity Training – kurze und sehr harte Trainingseinheiten
- Abtrainieren – bei Leistungssportlern die planmäßige Rückführung der Leistung auf ein niedrigeres Niveau, beispielsweise zum Saisonende

## Funktionsweise
Die Belastung (Trainingsreiz) führt zu einer Störung des biochemischen Gleichgewichts im Organismus (Homöostasestörung). Um künftigen Belastungen der gleichen Art besser gewappnet zu sein, reagiert der Körper darauf mit einer Anpassung, aus der ein höherer Funktionsstand resultiert. Beispiel hierfür ist die Superkompensation von Glykogenspeichern im beanspruchten Muskel nach Ausdauerbelastungen.
Um das Training richtig zu steuern, also ausreichende Belastungsreize für eine Anpassung zu setzen, den Organismus aber nicht zu überlasten, bedarf es der genauen Kenntnis der Belastung von einzelnen Trainingseinheiten bzw. ihrer Summe. Die Trainingsbelastung wird dabei von den so genannten Belastungsnormativen bestimmt.

## Periodisierung und Zyklisierung
Bei der Periodisierung des sportlichen Trainings werden bestimmte Trainingsabschnitte (Periodenzyklen), die sich in ihrer inhaltlichen Form im Trainingsjahr wiederholen, in Vorbereitungsperiode, Wettkampfperiode und Übergangsperiode unterteilt.
Vorbereitungs-, Wettkampf- und Übergangsperiode werden oft in Etappen unterteilt.
Durch die Periodisierung ist eine Rahmenplanung der Leistungsentwicklung im sportlichen Training möglich. Um die Übergänge weicher zu gestalten, hat sich ein System des Blocktrainings eingebürgert, das in diesem Zusammenhang meist Blockperiodisierung bezeichnet wird.
Bei der Zyklisierung des sportlichen Trainings wird dieses in sogenannte Makrozyklen unterteilt.
Der Makrozyklus (oftmals mit der Dauer eines halben Jahres) wird in mehrere Mesozyklen unterteilt und kann sich in inhaltlicher Form und Belastungsverlauf wiederholen.
Der Mesozyklus besteht aus mehreren Mikrozyklen, hat verschiedene Aufgaben (z. B. Verbesserung der spezifischen Leistungsfähigkeit) zur Leistungsentwicklung im Makrozyklus und wiederholt sich mit seinen Aufgaben im Trainingsprozess. Der Mesozyklus entspricht dem Anabolika-Verabreichungszyklus.
Der Mikrozyklus ist der kurzfristigste Trainingszyklus, erstreckt sich meist über Zeiträume von einer Woche und wiederholt sich im Trainingsprozess. Dies kann auch unmittelbar nach dem ersten erfolgen.